# 锺伟

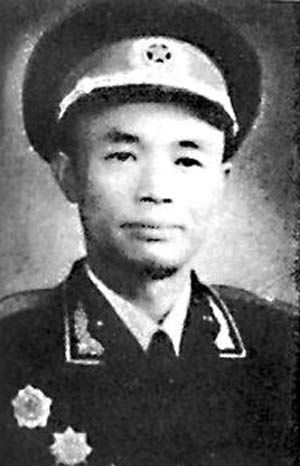
鍾偉少將

锺伟（1911年10月26日—1984年6月24日）原名锺步云，又名锺德泰，湖南平江人；曾是中国人民解放军高级将领、少将军衔。1929年加入中国共产主义青年团，并参加中国工农红军；1931年转为中国共产党党员。曾任中国人民解放军防空军司令部参谋长，北京军区参谋长，第五届全国政协委员等职。

## 生平
锺伟15岁时即加入中国工农红军，曾先后在彭德怀的红三军团和徐海东的红十五军团担任连指导员，团政委，师政治部主任等职，后参加了长征。在第二次国共内战中，战功卓著，先后担任被称为东北野战军头号主力的第二纵队第五师师长、东北野战军第十二纵队司令等职务。1949年指挥49军146师在青树坪战役中被中华民国国军击败，中华人民共和国成立后，于1955年被授予中国人民解放军少将军衔；获二级八一勋章、二级独立自由勋章、一级解放勋章；曾官至北京军区参谋长。建国后授少将公开不满意。
锺伟将军曾在庐山会议后贯彻会议精神的军委扩大会议（扩大到师以上单位军政主官参加）上力挺彭德怀：1959年8月28日吴法宪揭发说彭德怀身上背有“血债”，三军团在长征途中枪杀了一军团的一位干部。林彪插话说“他恨不得一口吃了一军团，因为一军团是毛主席亲手缔造和亲自领导的。”钟伟当即站起来说：“这件事情是我干的，彭总并不在场，他也不知道这件事。红军长征到达哈达铺以后，一方面军改编为陕甘支队，一、三军团编为两个纵队。离开哈达铺以后，是我带着一个营在后面负责收容任务。一军团卫生部的杨兴仁临阵逃跑，还策动几个红军战士反水，被我抓到。经审讯才知道他是一军团的，并且有一军团的人作证。按说，应该交给林总处理。可当时怎么交？仗打得很残酷，枪管都打红了。于是我执行了战场纪律。杨兴仁是罪有应得。如果当时把他交给林总，我相信林总也会下令枪毙他。这种事情在战场上时有发生，根本不值得大惊小怪。扯历史旧账，挑拨一、三军团关系，这是别有用心。”被时任中共中央军委委员、军委副秘书长萧华当场带上手铐，隔离审查。会后被撤销领导职务，下放到安徽，担任省农业厅副厅长。
文革期间，锺伟受到严重迫害。安徽造反派组织——“淮南红卫军”曾将锺伟装入麻袋中，用乱棍击打，然后投入江中；最终锺伟从麻袋中挣脱，潜水到江对岸，才得以存活。
1980年12月24日，中央军委为锺伟平反；1982年8月中国人民解放军总政治部批准，给予锺伟大军区副职待遇离休。1984年6月24日病逝。

## 评价
由于相似的经历以及性格，锺伟将军被认为是小说和电视剧《亮剑》主人公丁伟、李云龙的原型之一。 
锺伟将军是解放军的传奇人物，是东野唯一可以指挥林彪还能让林高兴的人，一打起仗来口头禅就出来了：“娘卖X，给我冲，不冲枪毙你！”結果整个部队都跟着他好战。1949年的青樹坪戰役，其戰事空前惨烈，鍾偉的49军146师以久戰之師，誤入桂系將領張淦設下埋伏圈，还敢打一天才撤。